# 중흥사
중흥사(中興寺)는 광양시에 있는 임진왜란 때 왜군과 의병의 격전지였던 중흥산성 옛 터전에 둘러싸여 있는 호국사찰이다. 신라 말기에 창건되어 임진왜란 때 화재로 폐사되어 이후 작은 암자가 건립되어 유지되어 오다 1936년 중건하였으나 다시 폐사가 되었다. 1936년 독지가 하태호에 의해 재중건되어 오늘날의 규모를 갖추었다. 

## 관련 문화재
- 광양 중흥산성 쌍사자 석등 - 국보 제103호, 국립광주박물관 소장
- 광양 중흥산성 삼층석탑 - 보물 제112호
- 광양 중흥사 석조지장보살반가상 - 전라남도 유형문화재 제142호

## 같이 보기
- 중흥산성